# Aminopolykarboxylové kyseliny

Komplex kovu s aniontemkyseliny ethylendiamintetraoctové

Glycinátový anion může tvořit komplexy s ionty kovů.

Kyselina asparagová je aminodikarboxylová kyselina, která se používá na přípravu dalších ligandů.

Aminopolykarboxylové kyseliny jsou organické sloučeniny, které mají v molekule alespoň jeden atom dusíku navázán přes uhlíkové atomy na dvě nebo více karboxylových skupin. Anionty těchto kyselin mohou s kovy tvořit velmi stabilní komplexy, díky čemuž nacházejí využití v chemii i lékařství.

## Struktura
Aminopolykarboxylové kyseliny lze odvodit od glycinu (H2NCH2CO2H), který má aminovou skupinu od karboxylové oddělenou jednou methylenovou skupinou. Pokud dojde k deprotonaci karboxylové skupiny, tak se ze vzniklého aniontu stane bidentátní ligand, který se může na kovové centrum navázat přes aminový atom dusíku a jeden z kyslíkových atomů karboxylátu a vytvářet tak komplexy s ionty kovů.
Nahrazením atomu vodíku v aminové skupině glycinu skupinou –CH2COOH vznikne kyselina iminodioctová, která je tridentátním ligandem. Dalším takovým nahrazením vznikne kyselina nitrilotrioctová, což už je tetradentátní ligand. Tyto sloučeniny se řadí mezi polyaminokarboxylové kyseliny. Podobné ligandy lze odvodit i od jiných aminokyselin než je glycin, například od kyseliny asparagové.

Komplex kovového kationtu a iminodioctanového aniontu

Vyšší dentacity lze dosáhnout spojením několika glycinátových nebo iminodioctanových jednotek. Kyselina ethylendiamintetraoctová má v molekule dvě iminodioctanové jednotky s dusíkovými atomy spojenými dvěma methylenovými skupinami, kyselina diethylentriaminpentaoctová má dva řetězce CH2CH2 spojující tři atomy dusíku a je oktadentátní. TTHA má v molekule deset atomů, které mohou sloužit jako donory.

## Použití
Schopnost aminopolykarboxylových kyselin vytvářet cheláty lze upravovat změnou skupin navázaných na atomny dusíku, čímž se zvýší selektivita vzhledem ke kationtům jednoho určitého kovu. Počet uhlíkových atomů mezi dusíkem a karboxylovou skupinou lze rovněž měnit a na tyto uhlíky je možné navázat různé substituenty a tím získat velký počet různých produktů. Látka Fura-2 má dva druhy funkčních skupin a je velmi selektivní k vápníku (oproti hořčíku) a její substituent způsobuje, že po navázání vápníku vykazuje fluorescenci, což se využívá ke stanovení obsahu vápníku uvnitř buněk. V mnoha druzích rostlin se vyskytuje aminopolykarboxylová kyselina nikotianamin, která zde funguje jako přenašeč železa.
|                                                            |                                      |                                                                     |
| Fura-2                                                     | Kyselina iminodioctová               | Kyselina nitrilotrioctová                                           |
|                                                            |                                      |                                                                     |
| Kyselina ethylendiamintetraoctová                          | Kyselina diethylentriaminpentaoctová | Kyselina ethylenglykol-bis(β-aminoethylether)-N,N,N′,N′-tetraoctová |
|                                                            |                                      |                                                                     |
| Kyselina 1,2-bis(o-aminofenoxy)ethan-N,N,N′,N′-tetraoctová | NOTA                                 | Kyselina tetraazacyklododekan-1,4,7,10-tetraoctová                  |
|                                                            |                                      |                                                                     |
| Nikotianamin                                               | EDDHA                                |                                                                     |